# Lívia Inhudes
Lívia Inhudes Rossetto, mais conhecida como Lívia Inhudes (Guarulhos, 21 de fevereiro de 2001), é uma atriz e influenciadora digital brasileira. Iniciou a carreira em 2013, surgiu na mídia com seu primeiro papel como atriz no remake de Chiquititas no SBT. 

## Filmografia

### Televisão
| Ano     | Título                | Papel                     | Notas                      |
| ------- | --------------------- | ------------------------- | -------------------------- |
| 2013-15 | Chiquititas           | Viviane Gomes (Vivi)      | [ 4 ] [ 5 ]                |
| 2017    | O Rico e Lázaro       | Dana Bach (jovem)         | Episódio: "13-15 de março" |
| 2020-21 | Salve-se Quem Puder   | Thamires Freitas (Thammy) | [ 8 ] [ 9 ]                |
| 2021    | Além do Filtro Brasil | Apresentadora             | [ 10 ]                     |

### Cinema
| Ano  | Título                        | Papel                | Notas         |
| ---- | ----------------------------- | -------------------- | ------------- |
| 2019 | Os Parças 2                   | Fernanda (Fê)        | [ 11 ]        |
| 2022 | #PartiuFama                   | Bianca Andrade       | [ 12 ] [ 13 ] |
| 2023 | Um Ano Inesquecível - Verão   | Flávia Torres (Inha) | [ 14 ] [ 15 ] |
| 2023 | Um Ano Inesquecível - Inverno | Flávia Torres (Inha) | [ 16 ]        |
| 2023 | Uma Fada Veio Me Visitar      | Fadagiária           | [ 17 ] [ 18 ] |